# Tucuman Aerodrome
Tucuman Aerodrome är en flygplats i Argentina.   Den ligger i provinsen Tucumán, i den norra delen av landet, 1 100 km nordväst om huvudstaden Buenos Aires. Tucuman Aerodrome ligger 455 meter över havet.
Terrängen runt Tucuman Aerodrome är platt, och sluttar söderut. Runt Tucuman Aerodrome är det ganska tätbefolkat, med 155 invånare per kvadratkilometer.. Närmaste större samhälle är San Miguel de Tucumán, 11,8 km väster om Tucuman Aerodrome.
Trakten runt Tucuman Aerodrome består till största delen av jordbruksmark.